# 緑十字

緑十字

緑十字（りょくじゅうじ、みどりじゅうじ）は、日本において安全および衛生の象徴として用いられる十字のマークである。工場や工事現場などで、旗や看板などにかかれたものを見かけることができる。また、安全第一という言葉の「安全」と「第一」の間に緑十字が配置されることが多い。

## 種類

労働衛生旗

安全衛生旗

日本産業規格 (JIS Z 9103-1986) では、緑十字を安全標識として定めている。
- 安全指導標識（あんぜんしどうひょうしき） - 白地に緑色の十字を置いたもの。
- 衛生指導標識（えいせいしどうひょうしき） - 緑地に白色の十字を置いたもの。

また、中央労働災害防止協会では安全衛生用品として、3種類の緑十字を販売している。
- 安全旗（あんぜんき） - 白地に緑色の十字を置いたもの。
- 労働衛生旗（ろうどうえいせいき） - 緑地に白色の十字を置いたもの。
- 安全衛生旗（あんぜんえいせいき） - 労働衛生旗の白十字の中に緑十字を置いたもの。

## 歴史
緑十字は、全国安全週間のシンボルマークとして蒲生俊文が考案し採用されたものが始まり。
1919年（大正8年）5月4日から同年7月10日にかけて災害防止展覧会が東京教育博物館（国立科学博物館の前身）にて開催された。蒲生俊文は同会場で発起人会の開催を展覧会開催初日講演会にて呼びかけ、5月29日に実施。東京教育博物館には各界より300人が集まった。
安全週間は同会において定められた。そのシンボルマーク案に挙がったのが蒲生俊文考案の白地に緑色の十字を置いた緑十字と、棚橋源太郎考案の青地に白線を2本引いたものである。蒲生俊文は十字を西洋においては仁愛、東洋においては福徳の集まるところの象徴するものとして説明。議論の結果、緑十字が採択された。